# Store Blåmann
Store Blåmann (nordsamiska: Goardilčohkka) är det högsta fjället på Kvaløya i Tromsø kommun  i Troms fylke. Fjället har en höjd på 1 044 meter över havet och är en populär destination för klättrare.
Geologiskt består Store Blåmann av granit som har daterats till att vara 1700 miljoner år gammal. 
Fjället har gett namn åt Idrettslaget Blåmann som stiftades på Kvaløya 1959. 

## Friluftsliv
Berget är ett mål för bergsklättring, och klätterleden Atlantis på bergets norra sida är en av vägarna till toppen av berget.

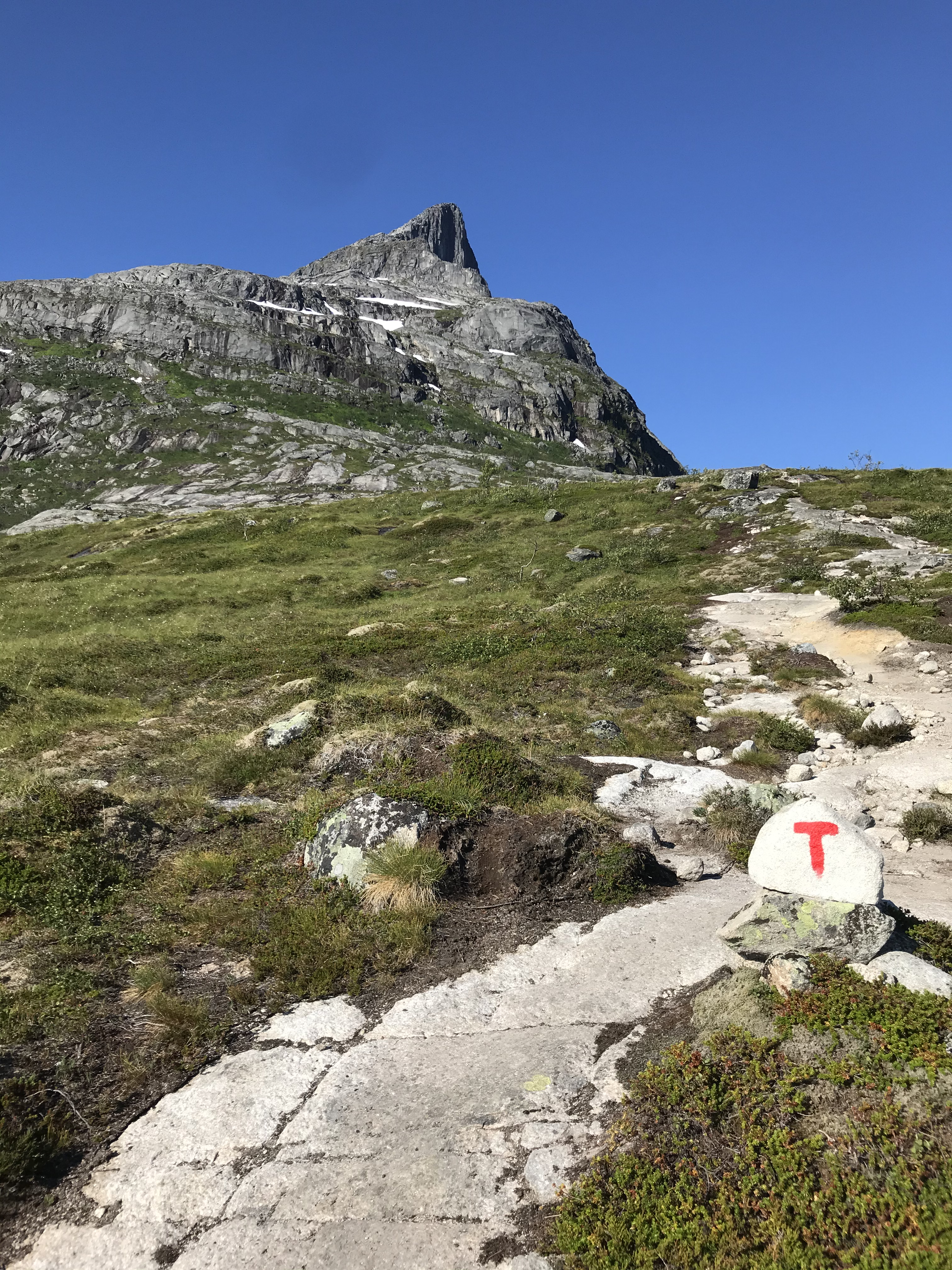
Den markerade vandringsleden från Slettneset till Store Blåmann, 2 kilometer fågelvägen öster om bergstoppen

### Atlantis klätterled

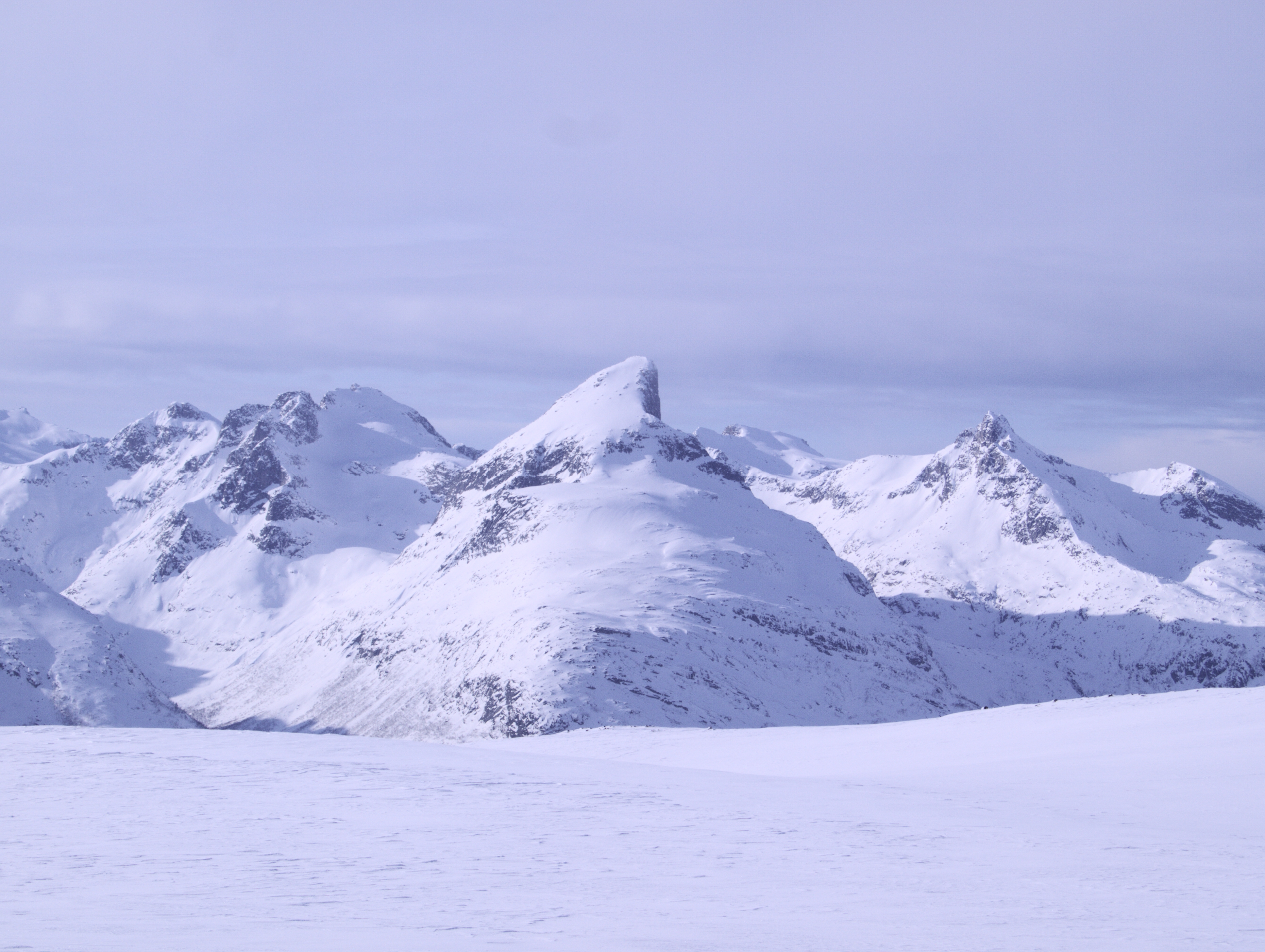
Fjälltopparna sett från vänster: Styrmannstinden, Hollendaren, Store Blåmann och Orvasstinden.

Atlantis är en klätterled på norra delen av Store Blåmann. Leden klättrades första gången av Sjur Nesheim, Håvard Nesheim och Frode Guldal i juni 1980. De första klättrarna klättrade sträckan tekniskt, men leden friklättrades 1990 av Per Hustad och Johan Nilsson.

## Idrott
Löptävlingen Tromsø Skyrace startade 2015 med ett lopp från havsnivå till toppen av Store Blåmann, en "vertikal kilometer". Vinnare det första året året var Stian Hovind-Angermund med 35:20 och Emelie Forsberg med 43:41.